# Anugerah Juara Lagu
Anugerah Juara Lagu (AJL) – coroczny konkurs organizowany przez stację telewizyjną TV3, honorujący osiągnięcia w przemyśle muzycznym Malezji. Nagrody Anugerah Juara Lagu przyznawane są kompozytorom, twórcom tekstów i wokalistom. Pierwszy konkurs Anugerah Juara Lagu odbył się w 1986 roku.